# Irma Krauß
Irma Maria Walburga Krauß (* 25. Februar 1949 in Unterthürheim; † 8. Dezember 2024) war eine deutsche Schriftstellerin.

## Leben
Irma Krauß legte ihr Abitur in Dillingen a. d. Donau ab und studierte Pädagogik in Augsburg. Sie war sieben Jahre Lehrerin an einer Grund- und Hauptschule, bevor sie den Lehrerberuf aufgab, um sich ihren Kindern zu widmen. Mit 40 entschied sie sich für den Beruf der Schriftstellerin.
Sie verfasste in erster Linie Kinder- und Jugendliteratur, die sich mit der Realität junger Menschen von heute auseinandersetzt.

## Werke

### Erzählende Literatur für Erwachsene
- 1990 Ungeheuer. Ehrenwirth, München

### Jugendromane (Auswahl)
- 2007 Das Wolkenzimmer. cbj Verlag, München
- 2011 Ein Versteck im Himmel. cbj Verlag, München
- 2010 Glücksgift, Thriller. cbt Verlag, München
- 1997 Esthers Angst. Beltz & Gelberg, Weinheim
- 1999 Arabella oder Die Bienenkönigin. Beltz & Gelberg, Weinheim
- 2001 Meerhexe. Beltz & Gelberg, Weinheim
- 2004 Sonnentaube. Beltz & Gelberg, Weinheim
- 2000 Rabentochter. aare by Sauerländer, Frankfurt
- 1999 Kurz vor morgen. aare by Sauerländer, Frankfurt

### Kinderbücher (Auswahl)
- 2011 Es regnet Hühner. editions ultimomondo, Luxemburg
- 2008 Jule-Geschichten – Die drei Prinzen. cbj Random House, München
- 2008 Jule-Geschichten – Das Blaubeermonster. cbj Random House, München
- 2005 Engelgeschichten. Arena, Würzburg
- 2003 Gott zieht um. Arena, Würzburg
- 2000 Timos wunderbare Reise nach Betlehem. Don Bosco, München

### eBooks für Erwachsene
- 2013 Liebe. Neun Erzählungen. Kindle eBook
- 2012 Karlas Baum. Geschichten von Verlust und Weiterleben. Kindle eBook
- 2012 Der Verdiener. Frau-Ava-Literaturpreis. Kindle eBook

### eBooks für Jugendliche
- 2013 Esthers Angst. Kindle eBook
- 2013 Arabella oder: Die Bienenkönigin. Kindle eBook
- 2013 Rabentochter. Kindle eBook
- 2013 Schwarzer Schatten oder: Wer rettet Laurins Baum. Kindle eBook
- 2012 Kurz vor morgen. Kindle eBook
- 2012 Katharina. So schön wie das Fenster zum Meer. Kindle eBook
- 2012 Katharina. Marc auf eigenen Wegen. Kindle eBook
- 2012 Katharina. Weil es Liebe ist. Kindle eBook
- 2012 Katharina. Einladung zur Party. Kindle eBook
- 2012 Katharina. Versteckspiel. Kindle eBook
- 2012 Katharina. Tage mit Eric. Kindle eBook
- 2012 In letzter Minute. Kindle eBook
- 2012 Mit offenen Augen. Kindle eBook
- 2012 Notfall im Jugendtreff. Kindle eBook
- 2012 Nächtliches Drama. Kindle eBook
- 2011 Janas Entschluss. Kindle eBook

### Übersetzungen
Irma Krauß’ Werke wurden u. a. ins Französische, Holländische und Spanische übersetzt.

### Beiträge in Anthologien (Auswahl)
- 2005 Geschwister – Wilde Geschichten. Ueberreuter, Wien
- 2004 ... und dann war alles anders. Geschichten von Krieg und Frieden. Ueberreuter, Wien
- 2002 Schön schaurig. Unheimliche Geschichten. dtv, München
- 2002 Anfangs tut es noch weh. Geschichten vom Trennen, Loslassen und Weiterleben. Ueberreuter, Wien
- 1998 Ich mit dir, du mit mir. Geschwistergeschichten, dtv, München
- 1997 Von dir und mir. Freundschaftsgeschichten, dtv, München
- 1996 Einfach stark. Geschichten für Mädchen in den besten Jahren. dtv, München

### Herausgabe
- 2008 Wir sind große Klasse! Geschichten aus der Grundschule, omnibus, München
- 2006 Wir sind die Klasse 1. Geschichten zum Schulanfang, omnibus, München

### Bearbeitungen
- 2009 Der Wind in den Weiden (Originalautor Kenneth Grahame). Arena, Würzburg
- 2008 Alice im Wunderland (Originalautor Lewis Carroll). Arena, Würzburg
- 2008 Peter Pan (Originalautor James Matthew Barrie). Arena, Würzburg
- 2007 Peterchens Mondfahrt (Originalautor Gerdt von Bassewitz). Arena, Würzburg

## Auszeichnungen (Auswahl)
- 1998 Peter-Härtling-Preis für Kinder- und Jugendliteratur Arabella
- 1999 Buchpreis der Deutschen Umweltstiftung
- 2002 Autorenresidenz in Luxemburg
- 2003 Frau Ava Literaturpreis Der Verdiener
- 2011 Nominierung Glücksgift für den "Hansjörg-Martin-Preis"
- 2007 Liste "die besten 7" von Deutschlandfunk und FOCUS Das Wolkenzimmer
- 2007 Luchs des Monats September für Das Wolkenzimmer